# Кокей немецкий
Коке́й Неме́цкий (укр. Кокей Німецький, крымскотат. Nemse Kökey, Немсе Кокей) — исчезнувший населённый пункт в Сакском районе Республики Крым на территории Сизовского сельского поселения (согласно административно-территориальному делению Украины — Сизовского сельского совета Автономной Республики Крым). Располагался примерно в 1 км северо-западнее современной Ильинки.

## История
Судя по доступным историческим документам, немецко-украинский хутор Кокей был основан на территории Кокейской волости Евпаторийского уезда в начале XX века. По Статистическому справочнику Таврической губернии. Ч.II-я. Статистический очерк, выпуск пятый Евпаторийский уезд, 1915 год, в экономии Кокей было 8 дворов с немецким населением в количестве 67 человек приписных жителей и 20 — «посторонних».
После установления в Крыму Советской власти, по постановлению Крымревкома от 8 января 1921 года № 206 «Об изменении административных границ» была упразднена волостная система и село вошло в состав Евпаторийского района Евпаторийского уезда, а в 1922 году уезды получили название округов. 11 октября 1923 года, согласно постановлению ВЦИК, в административное деление Крымской АССР были внесены изменения, в результате которых округа были отменены и произошло укрупнение районов — территорию округа включили в Евпаторийский район. Согласно Списку населённых пунктов Крымской АССР по Всесоюзной переписи 17 декабря 1926 года, на хутор Кокей, в составе Кокейского сельсовета Евпаторийского района, числилось 10 дворов, из них 9 крестьянских, население составляло 79 человек, из них 54 украинца, 24 немца и 1 русский. После создания 15 сентября 1931 года Фрайдорфского (переименованного в 1944 году в Новосёловский) еврейского национального района (лишённого статуса национального постановлением Оргбюро ЦК КПСС от 20 февраля 1939 года) хутор включили в его состав. Время исчезновения селения точно не известно: есль на карта генштаба РККА 1941 года (составленной на основе топографических карт Крыма масштаба 1:84000 1920 года и 1:21000 1912 года) хутор ещё обозначен отдельным объектом, то на двухкилометровке РККА 1942 года он уже отсутствует. Дальнейшая судьба селения пока неизвестна.